# Медичний туризм
Медичний туризм — тимчасова міграція людей з метою лікування як всередині країни, так і поза її межами. У випадку подорожей за кордон, вони отримують можливість користуватися медичними послугами інших країн, які на вдома недоступні, заборонені, занадто дорогі або законодавчо не врегульовані. Основним рушієм є вартість медичних послуг, яка у різних країнах сильно відрізняються, що спонукає людей для уточнення діагнозу та власне лікування виїжджати за межі своєї країни. Такий туризм, зокрема, поширений серед громадян США, Великої Британії і Канади.
Процеси глобалізації сприяють швидкому розвитку медичного туризму. Одним з найпопулярніших напрямків медичного туризму серед туристів з пострадянських країн стає Франція, чия медична система стоїть на першому місці в світовому рейтингу Всесвітньої Організації Охорони Здоров’я, так як вона володіє найвищим показником співвідношення кількості лікарів на 1000 чоловік населення в Європі — 3,2, а також завдяки її надзвичайному внеску в розвиток сучасної медицини. Часто медичні туристи користуються можливістю поєднати медичне обслуговування з відпочинком на курортах.

## Види
Існує чотири основних види медичного туризму:
- діагностика
- лікування
- реабілітація
- профілактика

## Міжнародне регулювання
В основному виробленням стандартів у цій сфері займаються чотири міжнародні організації:
- The Joint Commission (JCI)[4]
- International Organization for Standardization (ISO)[5]
- Medical Travel Quality Alliance (MTQUA)[6]
- Европейский фонд управления качеством (EFQM)[7]

## Медичний туризм у світі

#### Медичний туризм в Південній Кореї
У країні культ освіти, до навчання з першого та до випускного курсу ставляться з усією серйозністю, що забезпечує кваліфікованість та професіоналізм лікарів. Корейці дуже винахідливі, тому в клініках та медичних центрах наявні передові технології та найкраще обладнання. Південна Корея пропонує максимально ефективний та досить цікавий симбіоз[який?]. А ще, в порівнянні з європейськими клініками, тут ціна лікування значно нижча. Особливо часто тут бувають пацієнти з діагнозом безпліддя та онкологія.

#### Китайський медтуризм
Східну медицину в цілому можна схарактеризувати як окрему галузь, гідну поважної згадки в туристичному посібнику. Багато досвідчених лікарів, навіть професори з кращих лікарень та лабораторних центрів Європи з пошаною ставляться до китайської медицини.
У китайському розумінні медичний туризм – це акупунктура, масажі, медитації, грязьові ванни. Велика кількість ароматичних масел, голковколювання та шлях до внутрішнього умиротворення. Сюди приїжджають люди з невралгічними, дерматологічними, кардіологічними проблемам. Також місцеві лікарі успішно допомагають в галузях косметології, гастроентерології та ортопедії.
Приємно впливає на процес відновлення й досить низька ціна разом із хорошим результатом та комфортними умовами. За східним оздоровленням приїжджають до Пекіна, Харбіна та Даляня.